# Výchoz

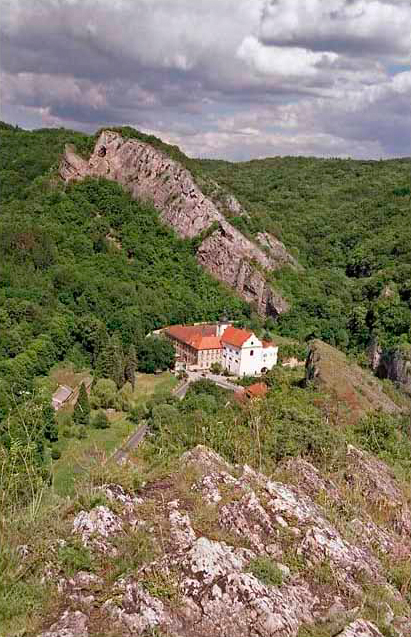
Skalní výchoz ve Svatém Janu pod Skalou

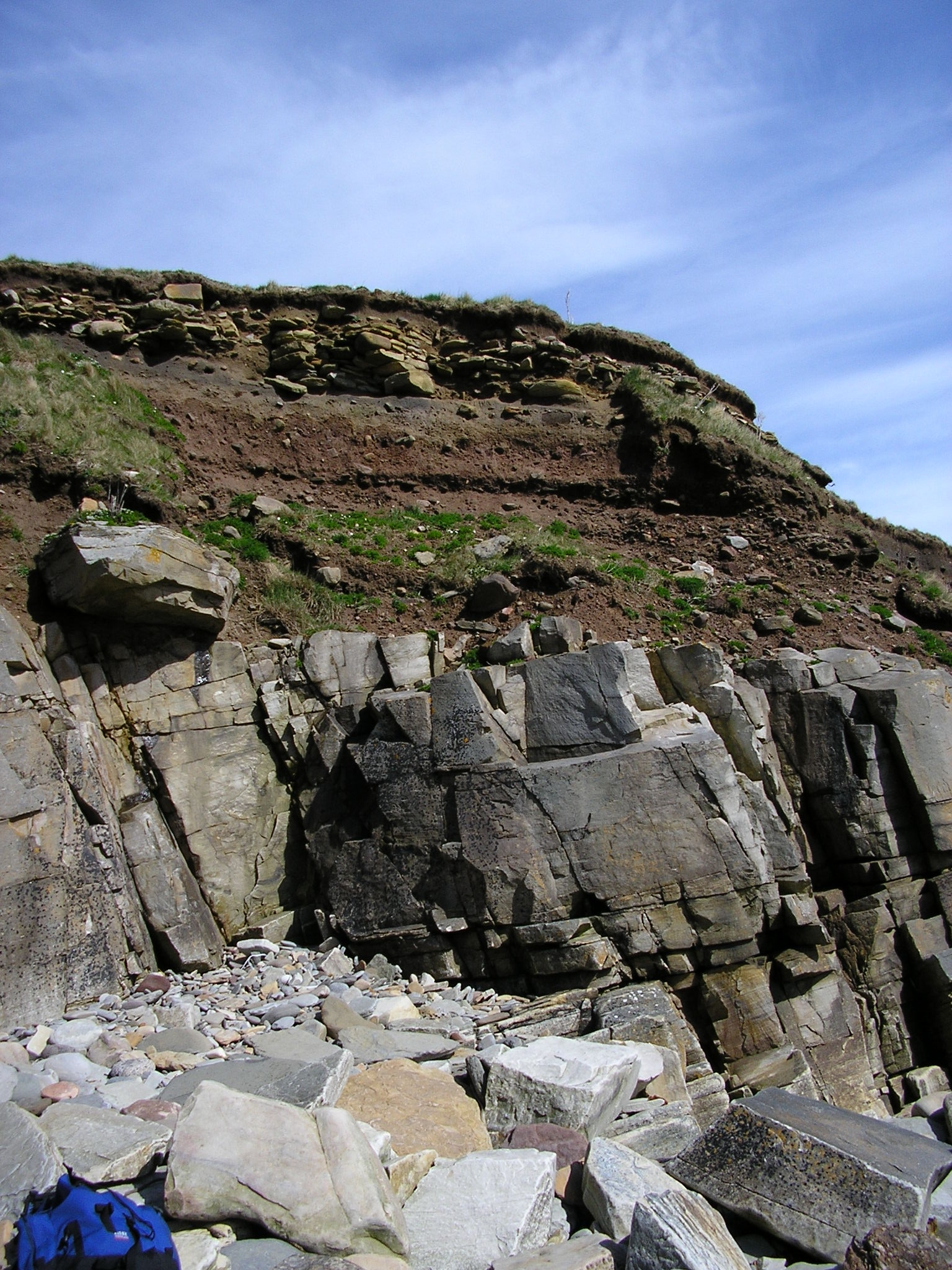
Odkryv ve skotském Rockhead v zátoce Sandside Bay. V podloží půdních horizontů s viditelnými odkryvy masivních, mírně ukloněných hornin

Výchoz (odkryv) je geologický termín označující místo na zemském povrchu, ve kterém je podložní vrstva in situ částečně nebo úplně odkryta a vystupuje na zemský povrch. V krajině jsou nejnápadnější skalní výchozy (skály), kdy vystupuje na povrch skalní podloží zpod mladších, nejčastěji kvartérních uloženin.
Více geologických informací poskytují výchozy, způsobené vodní erozí (podemleté břehy), činností lidí (doly - obzvláště povrchové - lomy, pískovny).
Výchozy jsou důležitými místy pro geologické poznání Země a také předmětem studia geologů, umožňují přímé studium horninového prostředí.
Podle vyhlášky o geologické dokumentaci je odkryv místem na povrchu, kde vystupují v přírodním stavu horniny, jejichž petrografické určení a stanovení strukturních prvků má význam pro poznání geologické stavby zkoumané oblasti. Při dokumentaci by měl být každý samostatný odkryv zvolen za samostatný dokumentační bod, označen číslem a vymezenou polohou, při jeho popisu je důležité dbát na makroskopický popis hornin (barva, zrnitost, minerální složení, struktura, textura, stupeň zvětrání atd.).
Výchozy se nenacházejí na zemském povrchu rovnoměrně, na mnoha místech je terén pokryt silnými vrstvami půdy a/nebo hustou vegetací, což znemožňuje přímé studium podložních hornin. Na místech, kde podložné horniny vycházejí na povrch většinou došlo k odstranění půdního pokryvu, nejčastěji v důsledku eroze, která však musí být rychlejší než zvětrávání hornin, které obnažila. Výchozy jsou proto nejčastější na strmých svazích, hřebenech hor, v zářezech na březích vodních toků a v tektonicky aktivních oblastech. Odstranění půd, potřebné pro studium jejich podloží, někdy způsobuje i činnost člověka, například při těžbě v lomech, stavbě základů budov nebo cest.
Studium odkryvů patří k základním metodám terénního geologického výzkumu. O studium výchozů se opírá i dokumentace a příprava geologických map. V případě absence odkryvů jsou geologové nuceni vyhledávat úlomky podložních hornin v půdě. Tato metoda je však méně přesná a neumožňuje například odběr vzorků nezvětralé horniny. Výchozy častěji tvoří pevné horniny, které jsou odolné vůči zvětrávání jako například krystalické břidlice, granity, křemence nebo vápence. Méně odolné horniny, jako například jílovité břidlice nebo vulkanoklastika, jsou náchylnější k zvětrávání, stejně jako slabě litifikované sedimenty.